# Consiliul Internațional al Femeilor
Consiliul Internațional al Femeilor (în engleză International Council of Womenn– ICW) este o organizație înființată în anul 1888 pentru femeile din întreaga lume, creată cu scopul de a milita pentru respectarea drepturilor omului, precum sănătatea, pacea, egalitatea și educația.
Membrii fondatori au fost Susan B. Anthony, May Wright Sewell și Frances Willard. Acestea au organiza prima conferință a ICW în perioada 25 martie – 1 aprilie 1888 la Washington, D.C. Au participat 80 de speakeri și 49 de delegați din 9 țări: Anglia, Franța, Norvegia, Irlanda, Danemarca, Finlanda, India, Canada și SUA. Consiliile Naționale ale Femeilor sunt afiliate ICW. Organizația este consultant pentru ONU și este reprezentant permanent pentru ECOSOC, ILO, FAO, WHO, UNDP, UNEP, UNESCO, UNICEF, UNCTAD și UNIDO.

## Istoric
În timpul unei vizite în Europa în anul 1882, Elizabeth Cady Stanton și Susan B. Anthony au discutat ideea înființării unei organizații internaționale a femeilor care să unească reformistele din mai multe țări. Cele două au organizat un miting la Washington în 1888, când s-a fondat ICW. Această întâlnire a marcat și cea de-a 40-a aniversare a Seneca Falls Convention, prima convenție despre drepturile femeilor.
Contextul în care s-a înființat organizația era marcat de mișcările sociale din societatea industrial care luaseră amploare. S-au înființat în acea perioadă mai multe organizații pentru femei, care aveau ca scop promovarea bunăstării și dreptul de vor pentru femei.
Primele conferințe internaționale au fost foarte discutate în presa vremii, mai ales în 1899 când Susan B. Anthony s-a întâlnit cu Regina Victoria a Regatului Unit al Marii Britanii și Irlandei. A fost prima organizația care a militat la începutul secolului XX pentru acordarea de drepturi femeilor. ”În acea perioadă, internaționalismul și filantropia erau considerate o scindare pentru mândria și supremația istorică de neclintit a diferitelor forme de naționalism care au dus la dezastre”, este scris în lucrarea ”Women changing the World” de Leen Beyers, Els Flour, Catherine Jacques, Sylvie Lefebvre (Bruxelles, 2005).
Limbile oficiale alese au fost: Engleza, Franceza și Germana – un lucru ce de altfel a descurajat participarea femeilor din alte zone ale lumii. 
ICW nu a militat foarte mult pentru dreptul de vot al femeilor, pentru a nu intra în conflict cu membrii mai conservatori ai organizației. În anul 1904, la un congres din Berlin al ICW, s-a format o organizație separată care să introducă o agenda feminist mai puternică, sub numele de International Women Suffrage Alliance.
ICW a devenit consultant pentru ONU imediat după cel de-al Doilea Război Mondial, apărarea drepturilor omului aflându-se pe agenda lor încă din vremea Ligii Națiunilor. Afilierea la celelalte organizații internaționale s-a făcut de-a lungul timpului. Statele Unite au sprijinit și ajutat cu fonduri inițiativele ICW, mai ales în primii ani de activitate. Majoritatea mitingurilor au fost organizate în Europa și America de Nord. 

## Structură și organizație
Secretariatul organizației, care îndeplinește rolul de centru al rețelei își muta inițial sediul în funcție de naționalitatea președinților săi. În cele din urmă, din 1954, sediul s-a stabilit la Paris. 
Organizația este condusă prin trei structuri diferite: Adunarea generală, Comitetul Executiv și Consiliul de Conducere. Cele cinci comisii permanente ale organizației sunt: Comisia pentru prosperitate generală, Comisia pentru Comunicare, Comisia pentru problem sociale, Comisia pentru statutul femeilor și Comisia pentru dezvoltare durabilă.
ICW este o federație – o organizație umbrela pentru Consiliile Naționale. Din fiecare țară este acceptat doar un consiliu național. În prezent, 63 de consilii naționale sunt afiliate ICW. România nu face parte din această organizație. Activitatea ICW se bazează pe angajamentul voluntar, cu excepția membrilor Secretariatului. 
În cei peste 120 de ani, organizația și-a păstrat caracterul apolitic. Totuși, pentru îndeplinirea scopurilor, ICW nu poate evita trasarea anumitor politici. De aceea, emanciparea femeilor și lupta pentru egalitate nu sunt probleme localizate doar în aria țărilor în curs de dezvoltare.
Ultima conferință a avut loc în perioada 7-11 noiembrie 2017 la Seoul, Coreea de Sud.

## Declarații
”Femei din toate statele pot fi victime ale violenței, discriminării, traficului sau sărăciei”, afirmă și în prezent reprezentantele ICW. Rețeaua globală ICW este un simbol al dialogului intercultural considerat în zilele noastre ca temei fundamental pentru pacea și securitatea umană. ICW este încă implicat în lupta pentru ”moralizare” a relațiilor și credințelor sociale. Având în vedere situația economică globală, țelul unei societăți remoralizate înseamnă restabilirea demnității pentru toți, bărbați și femei, indiferent de origine, rasă, credință sau condiție socială, mai notează lucrarea ”Women changing the World”. 
”După 125 de ani de existență, nu e loc de bucurie într-o lume în care principiul egalității dintre femei și bărbați încă reprezintă o temă de dispută. Inegalitatea duce la violență. (...) În această perspectivă, ICW ajută femeile să se ajute reciproc, iar obiectivul său este să acorde femeilor din Consiliile Naționale afiliate, oportunitatea de a dobândi discernământ, apreciere de sine și abilități pentru o emancipare în creștere. Nu există democrație fără egalitatea de gen”, a declarat fosta doamnă președinte ICW, Cosima Schenk.

## Arhive
Lucrările Consiliului Internațional al Femeilor sunt păstrate în arhivele Bibliotecii Femeilor din Londra. Alte lucrări se află la Biblioteca Națiunilor Unite din Geneva, Biblioteca Congresului de la Washington, arhivele UNESCO de la Paris, Centrul Internațional de Informații și Arhivele pentru Mișcarea Femeilor din Amsterdam, Centrul de Arhivă pentru Istoria Femeii (CARHIF) de la Bruxelles, Biblioteca Sophia Smith de la Colegiul Smith, Massachusetts, Biblioteca Memorială Margaret Cousins din New Delhi și Colecția Lady Aberdeen de la Colecțiile speciale ale Bibliotecii Universității din Waterloo (Ontario).